# Enrique Morea
Enrique Morea (Buenos Aires, 11 de abril de 1924-ib, 15 de marzo de 2017) fue un tenista argentino, ganador del primer título de Grand Slam (Roland Garros 1950 en doble mixto) para dicho país, en dicha modalidad, fue finalista de Wimbledon en tres ocasiones. Además obtuvo las medallas de oro en los Juegos Panamericanos de 1951 en individual y dobles. Fue presidente de la Asociación Argentina de Tenis (AAT) y también fue presidente honorario.

## Biografía

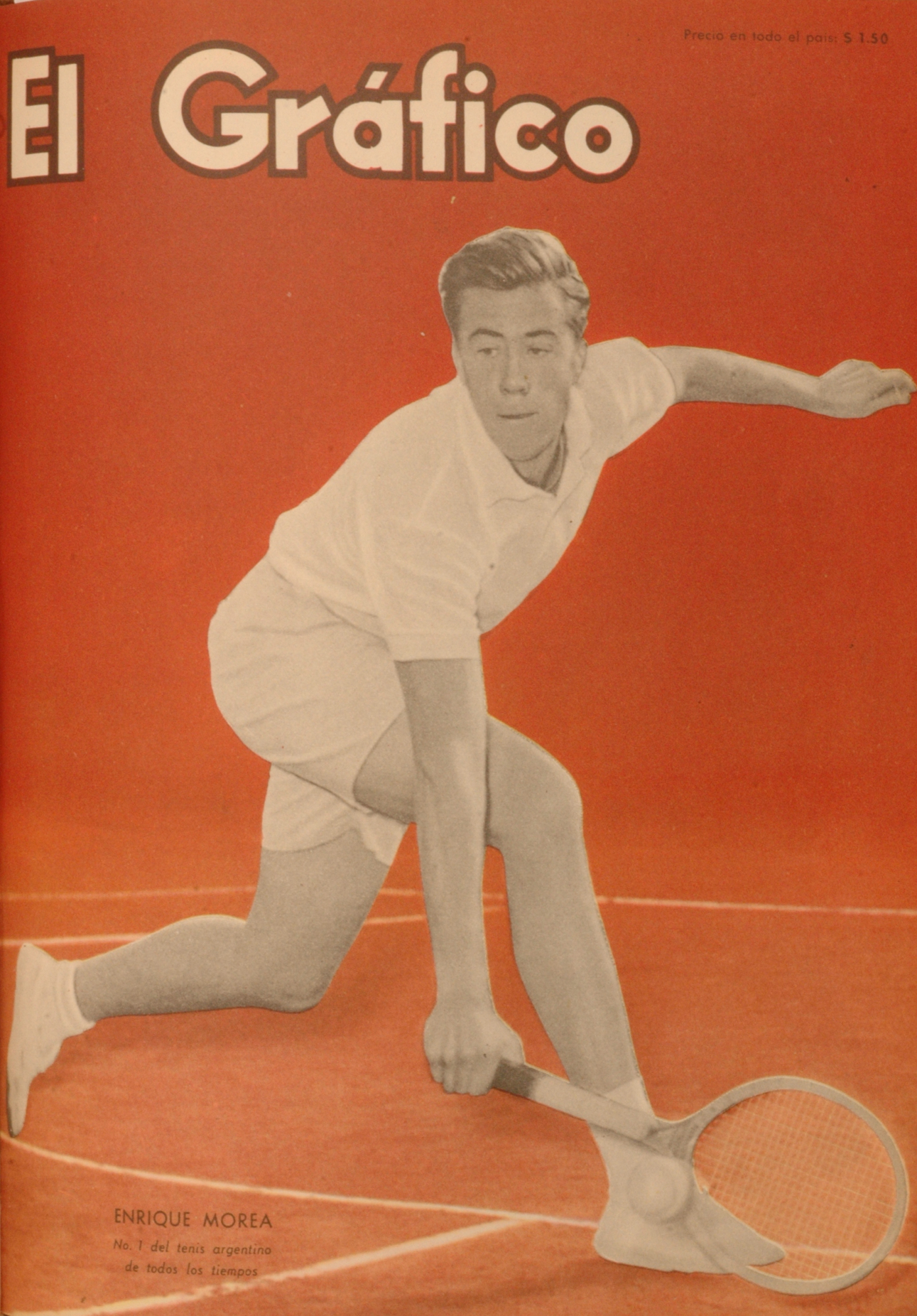
Enrique Morea en 1954.

A los 20 años Enrique Morea fue campeón argentino en individual y dobles hasta el año 1960. También fue número 1 en Sudamérica durante 10 años consecutivos (1946-1956) en la misma modalidad. 
En 1951, cuando Buenos Aires fue sede de los juegos Panamericanos de ese año, Morea ganó dos medallas de oro en individual y dobles y una medalla de plata en dobles mixtos. Cuatro años después, en la siguiente edición de los Juegos panamericanos en México, obtuvo tres medallas de plata en las tres modalidades. Fue jugador y capitán del equipo argentino de Copa Davis entre los años 1948-1958.
En el circuito internacional, llegó a la final en Roma y a semifinales del Roland Garros en 1953. Destacó en la modalidad de dobles masculino y dobles mixtos, su mejor resultado fue el título de Grand Slam obtenido en dobles mixto junto a la estadounidense Barbara Scofield, quienes derrotaron en la final a la dupla Bill Talbert/Patricia Canning Tood en el Roland Garros. También llegó a instancias finales en esta misma modalidad en los torneos de Wimbledon de 1952 (junto a la australiana Thelma Long), 1953 (junto a la Estadounidense Shirley Fry), y en 1954 (junto a la estadounidense Louise Brough).
También fue finalista en dobles masculinos en Roland Garros junto a Pancho Segura Cano en 1946. Además de ser un pionero de este deporte en Argentina Morea fue incluido entre los diez mejores del mundo en 1953, aunque en esa época no existía un ranking por puntos como el que existe en la actualidad.
Después de su retiro como jugador, trabajó como árbitro en las series de Copa Davis. Dirigió tres finales: Rumania-Estados Unidos, 1972, en Bucarest; Italia-Chile, 1976, en Santiago; y Estados Unidos-Italia, 1979, en San Francisco. Fue presidente de la Asociación Argentina de Tenis por varios periodos entre 1973-1979 y entre 1997-2001 en tres periodos consecutivos. También fue vicepresidente en 1996 y presidente honorario.
En la Federación Internacional de Tenis pasó por distintos cargos: vicepresidente en 1977 a 1979, miembro del comité de dirección de 1976 a 1982, Chairman del Comité Junior de 1977 a 1979, miembro del Comité de Copa Davis (1972-1976; 2005-2017). Fue delegado argentino en la reunión anual de la ITF de 1967 a 1981 y de 1996 al 2010 (incluyendo el encuentro de 1968 de la “Era Abierta” del tenis), Consejero Honorario Vitalicio (de 1993 a 2017) y miembro del panel de Revisión Pila (hoy R&R) de 1999 al 2005.
Fue miembro del Panel de Votación y miembro del Panel Internacional del Salón de la Fama Internacional. Falleció en Buenos Aires el 15 de marzo de 2017 a los 92 años de edad.

## Títulos

### Torneos de Grand Slam

#### Dobles mixtos (1)
| Año  | Torneo               | Superficie    | Pareja           | Oponente en la Final               | Resultado |
| 1950 | Roland Garros, París | Tierra batida | Barbara Scofield | Bill Talbert Patricia Canning Tood | RET       |

#### Finalista (3)
| Año  | Torneo             | Superficie | Pareja            | Oponente en la Final     | Resultado   |
| 1952 | Wimbledon, Londres | Hierba     | Thelma Coyne Long | Doris Hart Frank Sedgman | 4-6 6-3 6-4 |
| 1953 | Wimbledon, Londres | Hierba     | Shirley Fry       | Doris Hart Vic Seixas    | 9-7 7-5     |
| 1955 | Wimbledon, Londres | Hierba     | Louise Brough     | Doris Hart Vic Seixas    | 8-6 2-6 6-3 |

#### Finalista (1)
| Año  | Torneo               | Superficie    | Pareja        | Oponente en la Final      | Resultado            |
| 1946 | Roland Garros, París | Tierra batida | Pancho Segura | Marcel Bernard Yvon Petra | 7-5 6-3 0-6 1-6 10-8 |

| Año  | Torneo               | Superficie    | Pareja   | Oponente en la Final      | Resultado |
| 1955 | Torneo de Roma, Roma | Tierra batida | Pat Ward | Beryl Penrose Mervyn Rose | ab.       |

## Premios y reconocimientos
Su labor y su carrera deportiva en el tenis fueron reconocidas en Argentina y el mundo.
- Premio Konex 1980 - Diploma al Mérito.[2]
- Premio COSAT Honor al Mérito (Confederación Sudamericana de Tenis).
- Miembro Honorario del All England Tennis & Croquet Club (Wimbledon).
- Galardón ITF por “Servicios Distinguidos al Juego del Tenis” (1997).
- Orden Panamericana (2002).
- Premio Golden Achievement Award (Salón de la Fama Internacional, 2002).